# Tiffany Cohen
Tiffany Lisa Cohen (Culver City, 11 de junho de 1966) é uma ex-nadadora dos Estados Unidos, ganhadora de duas medalhas de ouro em Jogos Olímpicos.
Se retirou das piscinas em 1988, depois de ficar em segundo lugar na seletiva americana de 1987, atrás da lendária Janet Evans.